# Maggie McNamara

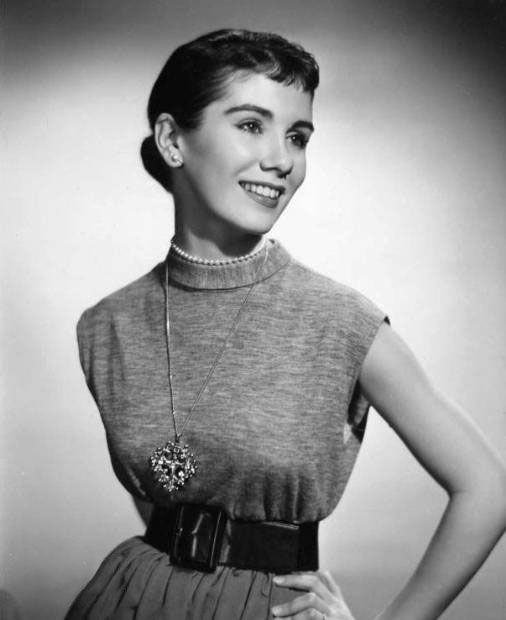
Fotografia promocional da atriz Maggie McNamara, 1953.

Marguerite "Maggie" McNamara (Nova York, 18 de junho de 1929 — Nova York, 18 de fevereiro de 1978) foi uma atriz e modelo dos Estados Unidos.

## Filmografia
- 1953: Ingênua... Até Certo Ponto (The Moon Is Blue) de Otto Preminger: Patty O'Neill.[1][2]
- 1954: Three Coins in the Fountain de Jean Negulesco: Maria Williams.
- 1955: Prince of Players de Philip Dunne : Mary Devlin.[3]
- 1963: O Cardeal (The Cardinal) de Otto Preminger: Florrie Fermoyle.[3]
- 1964: Série de TV  The Great Adventure de Alfred Hithcock.[4]